# Frans Titelmans

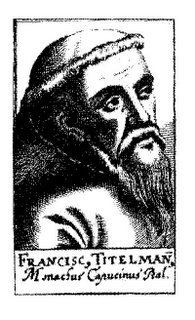
Frans Titelmans

Frans Titelmans OFMCap, latinisiert auch Franciscus Titelmannus, (* 1502 in Hasselt; † 12. September 1537 in Anticoli (Latium)) war ein belgischer Theologe, Exeget und Philosoph. 1523 trat Titelmans den Franziskanischen Observanten bei. 1536 wechselte er zu den Kapuzinern.

## Leben und Werk
Titelmans studierte an der Universität Löwen Philosophie und erwarb sich 1521 dort seinen Magister Artium. Theologische Studien absolvierte er bei den franziskanischen Observanten.
Er lehrte zunächst am Franziskanerkonvent in Löwen Philosophie, sowie ab 1527 Theologie, insbesondere Bibelexegese. Unter dem Einfluss des Löwener Theologen Jacobus Latomus bevorzugte Titelmans für seine exegetische Arbeit die Vulgata. Titelmans kritisierte Humanisten wie Lorenzo Valla, Faber Stapulensis und Erasmus von Rotterdam und geriet mit diesen vor allem hinsichtlich der Interpretation der Paulusbriefe in Konflikt. 1536 ging Titelmans nach Italien und wurde dort Krankenpfleger. Titelmans Werke, vor allem seine Werke zur Naturphilosophie, erfuhren im 16. Jahrhundert zahlreiche Nachdrucke.